# داوود توما
داوود توما ( آلمانی: Davud Tuma؛ زادهٔ ۱۶ مهٔ ۱۹۹۶) بازیکن فوتبال در پست مهاجم ارمنی‌تبار اهل آلمان است.

## باشگاهی
از باشگاه‌هایی که در آن بازی کرده‌است می‌توان به باشگاه فوتبال آرمینیا بیله‌فلد, Rot-Weiß Oberhausen, Rot-Weiß Oberhausen II, باشگاه فوتبال کارل زایس ینا, باشگاه فوتبال هالشر, باشگاه فوتبال کمنیتس و باشگاه فوتبال کیکرز اوفنباخ اشاره کرد.

## زندگی‌نامه
وی با نام اصلی (آلمانی: Davud Gügör) در ۱۶ مهٔ ۱۹۹۶ ‏در گوترسلو به دنیا آمد . 